# 郜煥元
郜煥元（？—？），字凌玉，號雪嵐，北直隸大名府開州長垣縣籍，山西潞安府長治縣人，清朝政治人物。郜炳元弟。

## 生平
崇禎十二年（1639年）己卯科順天鄉試舉人，順治四年（1647年）丁亥科三甲進士，官至湖廣按察司僉事。